# 神舟二十号
神舟二十号（简称神二十）是中国“神舟”系列飞船的第二十次任务，中国载人航天工程的第十五次载人飞行任务。航天员乘组由陈冬、陈中瑞和王组成。神舟二十号于2025年4月24日发射，任务将持续约6个月，预计于2025年10月下旬返回地球。
4月24日恰逢第十個「中國航天日」，神舟二十号的發射除了公共航天教育之外，還標誌中國載人航天進入多個雙位數二字頭的階段，截至目前為止，在進行中實驗正式突破兩百項，攜帶了許多生物實驗材料，總重達2噸，包括血管化腦器官晶片培養、高溫超導材料研究等59項太空科學與技術試驗，也有山东理工大学主导的首次涡虫实验等，未来或推动“科研机构+企业”的联合模式成熟，將會定期發布研究平台的成果分享。

## 任务亮点
发射神舟二十号飞船的长征二号F运载火箭（遥二十）进行了一些改进，包括火箭伺服机构可靠性进一步提升，数据传输带宽由2兆比特/秒提升至5兆比特/秒，并且首次搭载全国产化高清摄像头，图像覆盖范围从3个关键区域扩展至8个，包括箭体外表面、二级发动机尾舱和神舟飞船等部位，首次实现箭体图像高清传输。
神舟二十号飞船优化了轨道舱布局，在神舟十九号的基础上进一步提升了20%的货物上行空间，能更好地服务于高时效性物资运输。

## 任务时间轴
- 2024年10月29日至11月30日，中国载人航天工程办公室开展神舟二十号载人飞行任务标识设计方案征集活动。[7]
- 2024年10月30日，长征二号F遥十九火箭发射，长征二号F遥二十火箭完成准备工作，进入应急救援值班状态；神舟二十号载人飞船完成准备，具备快速发射和应急救援能力。[8]
- 2025年1月20日，根据央视报道，第四批航天员可能执行神舟二十号任务。[9]
- 2025年3月3日，神舟二十号航天员乘组完成选定，正在开展相关训练。[10]
- 2025年4月16日晚间，神舟二十号载人飞船与长征二号F遥二十运载火箭组合体转运至发射区，发射场设施设备状态良好，后续将按计划开展发射前的各项功能检查、联合测试等工作。[11]这也是一次少有的发生在夜间的长征二号F运载火箭转运。
- 2025年4月23日，神舟二十号乘组人员发布，由陈冬、陈中瑞、王组成。[12]
- 2025年4月24日17時17分，搭载神舟二十号载人飞船的长征二号F遥二十运载火箭在酒泉卫星发射中心点火发射。[13]約10分鐘後，神舟二十號載人飛船與火箭成功分離，進入預定軌道。本次發射任務代號為「TGZR9/SZ-20」。[14]
- 2025年4月24日23时49分，神舟二十号采用自主快速交会对接模式成功对接于天和核心舱節點舱径向对接口。
- 2025年4月25日，1时17分，神舟二十号乘组打开神舟飞船轨道舱前舱门，仍留守天宫空间站的神舟十九号航天员乘组打开天和核心舱舱门，两个航天员乘组第六次实现“太空会师”，也是两名指令长时隔3年后再次相聚“天宫”。[15]
- 2025年4月27日，神舟十九号乘组与神舟二十号乘组在天宫空间站内进行交接仪式，两个乘组移交了空间站的钥匙。
- 2025年5月22日，神舟二十号航天员进行空间站首次出舱活动，由陈冬、陈中瑞执行舱外任务，王杰留守舱内配合操作指挥。
- 2025年6月26日，神舟二十号航天员进行空间站第二次出舱活动，由陈冬、陈中瑞执行舱外任务，王杰留守舱内配合操作指挥。[16]
- 2025年7月15日，神舟二十号航天员进入天舟九号货运飞船。[17]
- 2025年8月15日，神舟二十号航天员进行空间站第三次出舱活动，由陈冬、王杰执行舱外任务，陈中瑞留守舱内配合操作指挥。

#### 神二十舱外活动列表
| 航天任务         | 航天员                    | 开始时间            | 结束时间            | 时间长度    | 工作内容                                                                                   |
| ---------------- | ------------------------- | ------------------- | ------------------- | ----------- | ------------------------------------------------------------------------------------------ |
| 神舟二十号 第1次 | 陈冬, 第4次 陈中瑞, 第1次 | 2025年5月22日 08:50 | 2025年5月22日 16:49 | 7小时59分钟 | 空间站空间碎片防护装置安装、舱外设备设施巡检及处置等任务。                                 |
| 神舟二十号 第2次 | 陈冬, 第5次 陈中瑞, 第2次 | 2025年6月26日 15:04 | 2025年6月26日 21:29 | 6小时25分钟 | 空间站空间碎片防护装置及舱外平台脚限适配器和接口转接件安装、舱外设备设施巡检及处置等任务。 |
| 神舟二十号 第3次 | 陈冬, 第6次 王, 第1次     | 2025年8月15日 16:00 | 2025年8月15日 22:47 | 6小时47分钟 | 空间站空间碎片防护装置及舱外辅助设施安装、使用照相机和热成像仪对舱外设备设施巡检等任务。   |

## 航天员
神舟二十号的乘组人员继承保持“一位第二批航天员+两位第三批航天员”的模式，由第二批航天员陈冬（指令长）和第三批航天员陈中瑞、王组成，其中陈冬和陈中瑞是航天驾驶员，王杰是航天飞行工程师。陈冬曾两度飞天，先后执行过神舟十一号和神舟十四号任务，本次任务使他成为首位再度访问天宫空间站的指令长。王杰是首位来自内蒙古的航天员。
| 姓名   | 年龄 | 航天员类型（职责）   | 飞行次数 | 飞行时间          | 轨道数 |
| ------ | ---- | -------------------- | -------- | ----------------- | ------ |
| 陈冬   | 46岁 | 航天驾驶员（指令长） | 2        | 214天15小时又52分 |        |
| 陈中瑞 | 40岁 | 航天驾驶员           |          |                   |        |
| 王杰   | 35岁 | 航天飞行工程师       |          |                   |        |

## 任务标识
神舟二十号任务标识在2024年10月29日至11月30日面向全社会征集，12月22日至年12月29日对10个候选方案开展网络投票，2025年1月20日选定方案。神舟二十号任务标识是中国载人航天工程第三批面向全社会公开征集的任务标识之一。
神舟二十号载人飞行任务标识由来自中国北方车辆研究所的马思然设计。该标识融合传统与创新，以稳定三角形为基，象征航天人在经验基础上攀登新高峰。外框红色传承载人飞行使命，内部深蓝寓意浩瀚太空。主体神舟飞船径向对接空间站，太阳翼巧构中文“廿”字（即“二十”）。空间站亮光划破天际，彰显航天人向光前行、勇往直前的精神。标识模拟舷窗视角，层次分明，视觉纵深感十足。简洁平面图案与机能风点阵、线条交织，增添现代气息。此标识不仅彰显中国航天科技驱动力，更寄托了对未来探索的无限憧憬与决心。